# Овощечистка
Овощечистка — специальный предмет кухонной утвари и домашнего обихода, предназначенный для очистки овощей и фруктов перед употреблением их в пищу. Использование овощечистки взамен кухонного ножа позволяет уменьшить объём бытовых отходов (например, в случае картофеля на 15—20 %) и сохранить значительную часть питательных веществ. Другим достоинством овощечистки по сравнению с бытовыми ножами является её безопасность, так как при её использовании порезы пальцев практически исключены.
Конструкция овощечисток может быть самой разнообразной, однако принцип действия практически всегда неизменен: чистка ведётся краем лезвия, выступающим из рабочего желобка на 0,8—1,2 мм. Величина этого выступа диктует круг задач при использовании овощечистки, она выбирается в зависимости от свежести овощей и т. п. Заострённый конец рабочей поверхности, как правило, служит для удаления глазков. В некоторых конструкциях предусмотрена возможность не только чистить, но и резать фрукты и овощи на тонкие ломтики (слайсы).
Впервые овощечистки появились в Германии как столовый прибор в конце XIX века. Их основным назначением была очистка овощей и фруктов прямо во время принятия пищи. Особую любовь они снискали во французской кухне, где повара их называли «экономками» за возможность сильно сократить временные затраты на очистку продуктов.